# Élections fédérales canadiennes de 2015 à l'Île-du-Prince-Édouard
Les élections fédérales canadiennes de 2015 ont lieu le 19 octobre 2015 sur l'Île-du-Prince-Édouard comme au reste du Canada.
L'Île-du-Prince-Édouard est représentée par 4 députés à la Chambre des communes. Les 4 circonscriptions n'ont subi aucune modification depuis la précédente élection.
Comme ailleurs au Canada atlantique, le Parti libéral réalise un balayage complet de la province.

## Résultats provinciaux
| Parti | Parti        | Voix   | Voix   | Siège |
| ----- | ------------ | ------ | ------ | ----- |
|       | Libéral      | 51 002 | 58,3 % | 4 / 4 |
|       | Conservateur | 16 900 | 19,3 % | 0 / 4 |
|       | NPD          | 14 006 | 16,0 % | 0 / 4 |
|       | Vert         | 5 265  | 6,0 %  | 0 / 4 |

## Résultats par circonscription
| Circonscription | Candidats | Candidats                    | Candidats | Candidats                      | Candidats | Candidats                       | Candidats | Candidats                | Candidats | Candidats                         |  | Député sortant    |
| Circonscription |           | Conservateur                 |           | NPD                            |           | Libéral                         |           | Vert                     |           | Autre                             |  | Député sortant    |
| --------------- | --------- | ---------------------------- | --------- | ------------------------------ | --------- | ------------------------------- | --------- | ------------------------ | --------- | --------------------------------- |  | ----------------- |
| Cardigan        |           | Julius Patkai 3 632 16,15%   |           | Billy Cann 2 503 11,13%        |           | Lawrence MacAulay 14 621 65,03% |           | Teresa Doyle 1 434 6,38% |           | Christene Squires (PHC) 295 1,31% |  | Lawrence MacAulay |
| Charlottetown   |           | Ron MacMillan 3 136 14,82%   |           | Joe Byrne 4 897 23,14%         |           | Sean Casey 11 910 56,27%        |           | Becka Viau 1 222 5,77%   |           |                                   |  | Sean Casey        |
| Egmont          |           | Gail Shea 6 185 28,95%       |           | Herb Dickieson 4 097 19,18%    |           | Bobby Morrissey 10 521 49,25%   |           | Nils Ling 559 2,62%      |           |                                   |  | Gail Shea         |
| Malpeque        |           | Stephen Stewart 3 947 17,56% |           | Leah-Jane Hayward 2 509 11,17% |           | Wayne Easter 13 950 62,08%      |           | Lynne Lund 2 066 9,19%   |           |                                   |  | Wayne Easter      |